# Tijs Velthuis
Tijs Velthuis (Oldenzaal, 12 januari 2002) is een Nederlands voetballer die bij voorkeur als verdediger speelt. Hij maakte in de zomer van 2023 de overstap van Jong AZ naar Sparta Rotterdam, dat hem in het seizoen 2024/25 verhuurde aan US Salernitana 1919.

## Carrière

### Jong AZ
Tijs Velthuis speelde in de jeugd van Quick '20 en FC Twente. In 2019 vertrok hij voor anderhalf ton naar AZ. Sinds 2019 zit hij bij de selectie van Jong AZ. Hij debuteerde voor dit team op 29 augustus 2020, in de met 6-1 verloren uitwedstrijd tegen NAC Breda. Hij kwam in de 68e minuut in het veld voor Sem Dirks. Vanaf het seizoen 2020/21 was hij twee jaar basisspeler bij Jong AZ, waar hij tot 62 wedstrijden kwam.

### NAC Breda
In het seizoen 2022/23 werd Velthuis door AZ voor een seizoen verhuurd aan NAC Breda. Hij debuteerde op 5 augustus tegen Helmond Sport met een 1-0 overwinning. Op 20 februari 2023 scoorde hij tegen Jong FC Utrecht zijn eerste en enige doelpunt voor NAC. Hij eindigde als zesde met NAC en werd daarna uitgeschakeld in de halve finale van de play-offs om promotie door FC Emmen.

### Sparta Rotterdam
In de zomer van 2023 vertrok Velthuis definitief bij AZ, om voor drie jaar te tekenen bij Sparta Rotterdam. Daar zou hij in zijn eerste seizoenen als backup achter Bart Vriends en Mike Eerdhuijzen. Toch was hij door blessureleed van beide spelers bijna het hele seizoen basisspeler. Hij kwam tot 25 competitiewedstrijden in zijn eerste seizoen.

### Salernitana
In augustus 2024 werd Velthuis voor één seizoen aan het Italiaanse Salernitana, dat uitkwam in de Serie B. Ook verlengde hij zijn contract bij Sparta met twee seizoenen tot de zomer van 2028.

## Statistieken
| Seizoen                         | Club             | Competitie     | Competitie | Competitie | Beker | Beker | Totaal | Totaal |
| Seizoen                         | Club             | Competitie     | Wed.       | Dlp.       | Wed.  | Dlp.  | Wed.   | Dlp.   |
| ------------------------------- | ---------------- | -------------- | ---------- | ---------- | ----- | ----- | ------ | ------ |
| 2019/20                         | Jong AZ          | Eerste divisie | 0          | 0          | –     | –     | 0      | 0      |
| 2020/21                         | Jong AZ          | Eerste divisie | 28         | 1          | –     | –     | 28     | 1      |
| 2021/22                         | Jong AZ          | Eerste divisie | 33         | 0          | 1     | 0     | 34     | 0      |
| 2022/23                         | → NAC Breda      | Eerste divisie | 28         | 1          | 2     | 0     | 30     | 1      |
| 2023/24                         | Sparta Rotterdam | Eredivisie     | 25         | 0          | 2     | 0     | 27     | 0      |
| 2024/25                         | → Salernitana    | Serie A        | 0          | 0          | 0     | 0     | 0      | 0      |
| Carrièretotaal                  | Carrièretotaal   | Carrièretotaal | 114        | 2          | 5     | 0     | 119    | 2      |
| Bijgewerkt t/m 7 augustus 2024. |                  |                |            |            |       |       |        |        |